# NDR Elbphilharmonie Orchester

Logo

Das NDR Elbphilharmonie Orchester ist ein sinfonisches Rundfunkorchester des Norddeutschen Rundfunks (NDR) mit Sitz in Hamburg. Es wurde 1945 gegründet und trug bis 2016 den Namen NDR Sinfonieorchester.

## Geschichte
Hans Schmidt-Isserstedt begann 1945 im Auftrag der britischen Militärregierung, das Orchester aufzubauen. Er besuchte deutsche Kriegsgefangenenlager in Schleswig-Holstein und forderte Musiker der während der letzten Kriegsjahre aufgelösten Sinfonie- und Opernorchester auf, nach ihrer Entlassung zum Vorspiel nach Hamburg zu kommen. Die Besten unter ihnen wurden verpflichtet. Schon im August 1945 gab es ein erstes Konzert in der von Kriegsschäden verschont gebliebenen Hamburger Musikhalle. Yehudi Menuhin spielte das Violinkonzert von Felix Mendelssohn Bartholdy, begleitet von Schmidt-Isserstedt und dem neuen Sinfonieorchester, das nach Gründung des NWDR den Namen NWDR-Sinfonieorchester führte.
Nach der Aufteilung des Nordwestdeutschen Rundfunks in NDR und WDR erhielt das Orchester 1956 den Namen NDR Sinfonieorchester. Es werden klassische, romantische und in starkem Maße auch zeitgenössische Kompositionen aufgeführt. Bisherige Hauptspielstätte ist die Laeiszhalle in Hamburg. Das Orchester ist inzwischen auf allen Bühnen dieser Welt zu Hause. Besonders erfolgreich war es unter der Leitung von Günter Wand, der 1987 zum Ehrendirigenten ernannt wurde. Mit ihm wurde das Orchester in Japan für „Die beste Aufführung des Jahres 2000“ geehrt.
Mit Fertigstellung der Elbphilharmonie ist das NDR Sinfonieorchester zum Residenzorchester des Konzerthauses geworden. Mit dem Beginn der Spielzeit 2016 wurde das Orchester umbenannt in NDR Elbphilharmonie Orchester.
Leiterin des Bereichs Orchester, Chor und Konzerte beim NDR war seit dem 1. November 2013 Andrea Zietzschmann, zu deren Aufgaben auch der Umzug des Orchesters von der Laeiszhalle in die Elbphilharmonie gehörte. Mitte November 2016 bezog das Orchester eigene Räumlichkeiten in dem Gebäude und verfügt dort nun neben Büroräumen, Stimmzimmern und Lagerräumen auch über ein eigenes Tonstudio. Der NDR hat eine jährliche Miete von rund 913.000 Euro zu zahlen. Hinzu kommen Kosten der Audioregie für Konzertmitschnitte und die Miete für ein Dirigentenzimmer. Es ist vereinbart, dass die Höhe der Beträge jährlich entsprechend der allgemeinen Preisentwicklung angepasst wird (Inflationsausgleich).
Siehe auch: Eröffnungskonzert der Elbphilharmonie am 11. Januar 2017 (mit Uraufführung Rihm)

## Liste der Chefdirigenten
- Hans Schmidt-Isserstedt (1945–1971)
- Moshe Atzmon (1972–1976)
- Klaus Tennstedt (1979–1981)
- Günter Wand (1982–1990)
- Sir John Eliot Gardiner (1991–1994)
- Herbert Blomstedt (1996–1998)
- Christoph Eschenbach (1998–2004)
- Christoph von Dohnányi (2004–2011)
- Thomas Hengelbrock (2011–2018)
- Alan Gilbert (seit 2019)

## Auszeichnungen
- 1998: Johannes-Brahms-Medaille der Freien und Hansestadt Hamburg
- 2014: Grammy in der Kategorie „Best Classical Compendium“ (Hindemith: Violinkonzert – Symphonic Metamorphosis – Konzertmusik op. 50)
- 2018: Opus Klassik in der Kategorie Bestseller des Jahres für das Album Johannes Brahms: Symphonies Nos. 3 & 4[6]
- 2018: Juno Award in der Kategorie Classical Album of the Year – Large Ensemble or Soloist(s) with Large Ensemble Accompaniment zusammen mit Jan Lisiecki für Chopin: Works for Piano & Orchestra

## Einspielungen
- Brahms, 2016
- Informationen zu Aufführungsterminen sowie CDs und DVDs des Orchesters[7]